# كوتشصفهان
كوتشصفهان (بالفارسية: کوچصفهان) هي مدينة تقع في إيران في Kuchesfahan District. يقدر عدد سكانها بـ 8,351 نسمة .